# Podolsko goveče
Podolsko goveče (podolac; sivo-stepsko goveče) spada u grupu primigenih goveda Bos europeus primigenius. Vodi poreklo direktno od evropskog divljeg govečeta – tura (Bos primigenius Bojenus). Ova i njima slična goveda su raširena u prošlosti na ogromnom prostoru od ruskih stepa do severnog Jadrana. Gajena su u Podoliji (otuda i ime), Voliniji, Galiciji, Mađarskoj, Rumuniji, Bugarskoj, Srbiji (Vojvodini) i Hrvatskoj (Slavoniji). Upotrebljavani su uglavnom za rad, ređe u proizvodnji mleka i tovu. Postoji više vrsta (rasa) podolskih goveda.
Prema statusu ugroženosti, podolsko goveče se u Republici Srbiji ubraja u grupu ugroženo održive rase. To znači da je rasa ugrožena, ali da su preduzete aktivnosti na njenoj konzervaciji i očuvanju.

## Istorijat
Postoje podaci da su od 14. do 18. veka iz Panonske nizije terana hodom velika stada podolskih goveda u veće gradove. Srednja Evropa, gde su stizala u dobrom stanju, Venecija, Nirnberg, Augzburg i Beč bili su poznata tržišta na kojima su ova goveda cenjena zbog mesa. Međutim u 18. i 19. veku smanjuju se površine pašnjaka na kojima se ona gaje zbog širenja oranica. U takvim novim uslovima podolsko goveče postaje glavna radna snaga za obradu zemlje, a na teškim ritskim crnicama nije im bilo premca.
Podolska rasa iz Vojvodine uticala je na stvaranje kolubarskog govečeta u Srbiji u području gornjeg toka reke Kolubare i na govedarstvo Bosanske Posavine, gde je gajeno posavsko goveče ili posavska gulja. Prodorom simentalaca u Vojvodinu, podolac je poslužio kao osnova za stvaranje domaće šarene rase, primenom metoda pretapajućeg ukrštanja.
Smatra se da je uža domovina podolskog govečeta Podolija (odakle i potiče naziv) i Volinija (oblasti u Ukrajini), kako ističu Šmalcelj i Rako (1955) kao i  Belić i Ognjanović (1961). Kako je došlo na prostore današnje Panonske nizije, postoje tri različite teorije koje nisu jasno dokazane (Bodo, 2000):
1. Doneto je prilikom osvajanja ovih teritorija od strane Huna i Avara, pre 1.000 godina, koji su došli iz Mongolije, prolazeći preko ukrajinskih stepa, koje se mogu smatrati mestom nastanka podolskog govečeta. Werner (1902) navodi da je kralj Longobardije Agilulf (590-615) dobijao od Avara sa područja današnje Mađarske, koji su se iselili iz jugozapadnog Sibira (predela između Urala i Altaja) dugoroga siva goveda na poklon. U prilog ove teorije ističe se i navod Stajića (1912) koji kaže, da su mnogi mišljenja da je sa Avarima došlo i stepsko goveče, koje se u prvi mah zadržalo u Panoniji, a zatim se raširilo i u ostale delove Evrope, pa i na Balkansko poluostrvo;
2. Stiglo je prilikom velike seobe naroda u 4-5. veku sa istoka. Naime, kako ističe Bodo (2000),[4] „dugoroga“ goveda su bila poznata u Egiptu i na Balkanskom poluostrvu od davnina, a Perosin (1995) ukazuje da su u 1. veku n. e. „dugoroga“ goveda postojala i na Kritu;
3. Nastalo je kao rezultat lokalnih ukrštanja i domestikacije u Karpatskom bazenu (Bodo, 2000).[4] U 14. i 15. veku populacija podolskog govečeta je bila jako razvijena u Karpatskom bazenu i Panonskoj niziji (Bodo, 1985, 2000),[4] gde je ekstenzivno stočarenje bilo glavno zanimanje. Sivo-stepsko goveče je postalo popularno sredinom 15. veka usled povećanog zahteva tržišta za goveđim mesom. Međutim, u 18. i 19. veku smanjuju se površine pašnjaka na kojima su se uzgajala ova goveda zbog povećanja površina pod oranicama (Bodo, 2000).[4] U takvim novim uslovima, podolsko goveče postaje glavna radna snaga za obradu zemlje.

Podolska rasa je najtipičniji predstavnik radnog tipa goveda u Evropi. Sve do pre 100 godina podolska rasa je bila rasprostranjena svuda po Vojvodini i Slavoniji, tj. u rejonima izrazite poljoprivredne proizvodnje, dok je kasnije njegov rejon rasprostranjenosti sveden na jedan deo Banata, i to onaj oko Deliblatske peščare i na padine Fruške gore.
Danas najznačajnija populacija podolaca u Srbiji se nalazi na imanju Sabolča Tružinskija, u Njegoševu (opština Bačka Topola), a značajna populacija postojala je na imanju ovdašnjeg veleposednika Kraija do početka 20. veka.
Na bazi podolske rase stvoreno je više novih rasa, kod nas najznačajnija je kolubarska rasa (izumrla), u Bugarskoj iskarska rasa, u Istri istarska rasa, u Posavini posavska rasa i druge.

## Karakteristike
Podolska rasa spada u krupna goveda. Dlaka je jednobojno siva, sa tamnim senčenjima na vratu, trbuhu i spoljašnjim stranama udova. Ima izuzetno velike rogove u obliku ilire, čija dužina može biti i 1 m, a raspon rogova i do 1,5 m. Ova se rasa odlikuje čvrstim papcima i nogama pravilnih stavova, suvih zglobova sa snažnim tetivama i dugačkim korakom.

### Izgled
Podolsko goveče je krupno, grube konstitucije, visina u grebenu je oko 130 cm, kod krupnijih sojeva i oko 140 cm. Masa krava je od 400 do 600 kg, a bikova 750 do 1000 kg. Boje su sive, sivo-bela. Gubica, vrhovi rogova i papci su uvek tamno pigmentisani. Ima izuzetno velike rogove u obliku lire, čija dužina može biti i 1 m, a raspon i do 1,5 m. Kasnostasna su goveda, junice se pripuštaju sa 2 do 2,5 godine starosti. Telad pri teljenju imaju masu između 18 i 40 kg.
Glava je srednje dužine i klinastog izgleda, tj. široka u čelu, a sužava se ka gubici. Dužina rogova dostiže i do 1 metar. Vrat je srednje dužine, slabo muskolozan, sa vrlo dobro razvijenim đerdanom. Grudi su dugačke, duboke i nedovoljno široke. Rebra se pružaju koso unazad i spljoštena su. Trbuh je usukan. Leđna linija je ravna, ali često se sreću grla sa istaknutim i oštrim grebenom, što je odlika radnih rasa goveda. Noge su visoke, čvrstih kostiju, suvih zglobova sa snažnim tetivama, jakim mišićima i pravilnim stavovima.

### Proizvodne karakteristike
Podolac je kasnostasna rasa. Potpun porast krave dostižu tek posle 5 godina. Junice ulaze u priplod sa 2,5-3 godine, a bikovi sa 2,5. Mlečnost krava podolske rase je 700-1.100 kg mleka sa 4% mlečne masti, što znači da je mlečnost tolika da se tele othrani. Laktacija obično traje 7-8 meseci Kvalitet mesa podolca je loš, jer je meso kao i kod ostalih radnih rasa goveda suvo i žilavo. Mišići su slabo prožeti lojem. Loj se sakuplja kod dobro utovljenih grla u određenim delovima tela (oko 25 kg loja u trbušnoj duplji).
U pogledu fizioloških osobina, podolsku rasu karakterišu kasnostasnost i niska proizvodnja mleka i mesa. Od svih njenih proizvodnih svojstava, najbolje je izražena radna sposobnost, koja je međutim, u uslovima intenzivne poljoprivredne proizvodnje izgubila na značaju. Na malim posedima radne volove podolske rase potisnuli su od njih brži konji, a na narednim gazdinstvima mehanizacija. Proizvodnja mleka je vrlo niska. Praktično se može reći da je količina mleka tolika da obezbedi ishranu teleta. Tovna sposobnost podolaca je takođe slaba. Poznato je da za jedinicu prirasta troši više hrane, i da u unutrašnjim šupljinama taloži više loja u kasnijem dobu.
Od ostalih osobina koje karakterišu ovu rasu, navode se sledeće:
- Sposobnost adaptacije na klimatske prilike;
- Otpornost na bolest (pri kontroli na tuberkulozu, otpornost je ustanovljena u 4,2% slučajeva kod grla podolske rase, a 17,7% kod simentalaca);
- Sposobnost kompenzacije posle nepovoljnih uslova;
- Lako teljenje, praktično potpuno bez pomoći;
- Dobre materinske osobine.

## Broj grla u Srbiji
O broju podolskih govečeta ima raznih objavljenih brojki, od 150 do 400. Grla su smeštena na tri lokacije u Banatu, Bačkoj i Sremu (Stojanović i Đorđević-Milošević, 2003).
U Sremu ih gaji „Pokret gorana“ iz Sremske Mitrovice u Zasavici, na pašnjaku Valjevac površine 300 ha, gde ima 80 primeraka. Najveća farma podolaca u Srbiji, sa 210 grla nalazi se u Bačkoj, u Njegoševu, dok se dva manja stada (oko 50 grla) gaje u Južnom Banatu, u Vršcu i u Banatskoj Palanci.

## Način gajenja podolskih goveda
- Način gajenja je ekstenzivan. Ova krupna goveda koristila su najgrublju kabastu hranu. Gajena su na najekstenzivniji način u aridnim rejonima kontinentalne klime.
- Za ishranu tokom leta koriste se pašnjaci koji, najčešće od jula i avgusta, u sušnim godinama imaju malo zelene trave.
- Posle skidanja useva, mogu se koristiti kukuruzišta i repišta.
- Zimska ishrana još je oskudnija, najčešćeje je to slama i kukuruzovina. Retko se dodaje zrnasta hrana, obično oteljenim kravama ili volovima pred početak radova.[12]
- U takvom sistemu ishrane i nege, podolac, se izvanredno prilagodio. Pri boljoj ishrani podolac poseduje veliku radnu sposobnost, tako da se smatra i danas za najbolju rasu za rad u Evropi.[1]

## Rad na očuvanju vrste
U pojedinim zemljama, za rase koje su u opasnosti da nestanu, doneti su programi za njihovo očuvanje, ili, kako se najčešće kaže, za konzervisanje genetskih resursa. Sa stočarskog stanovišta to je mogućnost da se značajno ne smanji genetska varijabilnost. Očuvanje različitih rasa, obezbedilo bi u budućnosti efikasniju primenu uzgojnog cilja usled izmenjenih zahteva stočarske proizvodnje i tržišta. Izgubljeni geni, nestankom neke rase, nikada se ne mogu više stvoriti, ma kakva kombinaciska ukrštanja drugih rasa bila izvedena. Zbog toga je u Velikoj Britaniji osnovan trust za preživljavanje retkih rasa, koji je obuhvatio očuvanje 11 rasa goveda; u Austriji, Nacionalno udruženje za rezerve gena, za 7 rasa; dok je u Mađarskoj Udruženje odgajivača mađarskog sivog govečeta (podolca) sačuvalo oko 1300 krava i potreban broj bikova iz 8 linija. Kod nas su Čobić i Antov (1992) predložili očuvanje podolske rase, s tim da se njen broj povećava na minimum 250 grla, i da se izvrši kriogeno skladištenje semena i 500 embriona, uz potpuno finansijsko obezbeđenje iz državnih fondova.
Organizovan rad na očuvanju animalnih genetičkih resursa (An GR) u Srbiji, pa samim tim i podolskog govečeta započet je krajem 1994. godine, identifikacijom i popisom postojećih rasa i sojeva. Današnje aktivnosti na očuvanju podolskog govečeta preduzete su u skladu sa Konvencijom o biodiverzitetu i Globalnom strategijom FAO o konzervaciji i očuvanju genetičkih resursa domaćih životinja. Naime, aktivnosti na očuvanju An GR, čak i sa vrlo ograničenim kapacitetima, su veoma značajne, jer postaju jedan tekući proces koji će evoluirati i tokom vremena postati obimniji. Koncept konzervacije putem banki gena, kako ističu Čobić i Antov (1992) kompleksan je i može se ostvariti na dva načina: 
1. In situ ili očuvanjem živih životinja u sredini u kojoj su nastale, i
2. Ex situ koji može biti: in vivo (kada se žive životinje drže u sredini u kojoj ni su nastale-npr: prirodni parkovi i ZOO vrtovi) i in vitro (zamrzavanjem i skladištenjem sperme, oplođenih jajnih ćelija, embriona ili segmenata gena).

Na Departmanu za stočarstvo Poljoprivrednog fakulteta u Novom Sadu, vodi se centralna matična knjiga (Herdbook), za celu populaciju podolskog govečeta. Određeni podaci su deponovani i u Ministarstvu poljoprivrede, šumarstva i vodoprivrede, Odseku za genetičke resurse. Na osnovu podataka s kojima se danas raspolaže, može se zaključiti da podolsko goveče nije dovoljno proučeno, te da savremena dostignuća u oblasti molekularne biologije, genetskih markera i mapiranja gena, odnosno genetskog inžinjeringa, pružaju velike mogućnosti za detaljna proučavanja i eventualno iskorišćavanje dobijenih rezultata (Stojanović, 2005).

## Mere zaštite prirode uz pomoć podolskog govečeta
Na Severu Srbije realizuje se neobične za naše uslove i zanimljive mere aktivne zaštite staništa uz pomoć podolskog govečeta. Umesto, da kao do sada trsku kose mašinama ili ručno, taj posao odrađuje podolsko goveče. Podolsko goveče je veoma pogodno za održavanje zaštićenih travnih staništa i revitalizaciju močvarnih staništa, jer nije preterano zahtevno i rado se hrani mladom trskom. Ovde se radi o suzbijanju trske na vlažnim livadama, gde ona ima invazivan karakter, menjajući karakter prirodnih staništa, zbog čega se želi iz tog dela eliminisati. Radi se uglavnom o trsci lošeg kvaliteta, čije košenje i ekonomska eksploatacija nisu isplativi, naročito što je suzbijanje najefikasnije kada se trska eliminiše u zelenoj fazi.
Aktivnosti je sufinansirala Pokrajinski sekretarijat za urbanizam, graditeljstvo i zaštitu životne sredine Vojvodine, preko projekta "Unapređenje stanja staništa – realizacija mera aktivne zaštite prirode ispašom autohtonih rasa goveda na području Parka Prirode Palić", uz podršku Grada Subotice, kao deo mera u okviru Plana za unapređenje ekološkog stanja Palićkog jezera i njegove okoline.

## Spoljašnje veze
- Podolsko goveče nekad i sad
- Podolsko goveče održava ekosistem
- U Specijalni rezervat prirode "Zasavica" vratilo se rogato goveče i "sremska crna lasa"